# 私の少女
『私の少女』（わたしのしょうじょ、原題：도희야、英題：A Girl at My Door）は、2014年公開の韓国映画。チョン・ジュリの長編映画監督デビュー作。映画監督のイ・チャンドンがプロデュースした。主演はペ・ドゥナ。
第67回カンヌ国際映画祭「ある視点」部門正式出品作品。第50回シカゴ国際映画祭特別招待作品。

## 製作・上映
韓国芸術総合学校映像院はCJエンタテインメントとの共同プロジェクトで、在学生、卒業生を対象にした公募展を行った。最終的に選ばれたシナリオが実際に映画製作に入ることになっていた。同校映像院の学生で、すでにいくつかの短編を発表していたチョン・ジュリ（女性）も応募し、最終候補5作品のなかに残るも、結局落とされた。しかしイ・チャンドン監督の目にとまり、イ・チャンドンのプロデュースにより、チョン・ジュリの長編映画第一作がつくられることとなった。
チョン・ジュリは実際に故郷の麗水市でシナリオを書きイメージを膨らませた。主人公のヨンナムと14歳の少女の関係があいまいなものとして描かれたため、投資先を見つけるのに苦労し、資金の大部分は韓国映画振興委員会から調達された。予算は30万ドルであった。
シナリオが届けられたとき、ペ・ドゥナはウォシャウスキー姉弟のSF映画『ジュピター』の撮影で外国にいた。そして読み終えると5分後に「私にぜひやらせてください」とメッセージを送った。チョン・ジュリと会ったことはなかったが、「ヨンナムは自分にぴったりな役だ」と感じ、映画出演を決めたという。ペ・ドゥナは無報酬で出演した。
撮影はソウル北西の江華島、麗水市の金鰲島の2つの島で行われた。撮影期間は6週間で、ペ・ドゥナはインタビューで「何しろ34時間連続撮影という、私の15年間の俳優人生で最長記録を出したんです」と答えている。
2014年5月に開かれた第67回カンヌ国際映画祭に出品され、同年5月22日、韓国で一般公開された。同年10月、ロンドン映画祭とシカゴ国際映画祭で『A Girl at My Door』のタイトルで上映された。同年11月22日から30日にかけて開催された第15回東京フィルメックスに『扉の少女（仮題）』として出品された。日本では2015年5月1日に一般公開された。

## ストーリー
ソウルから小さな漁港の村の警察所所長として赴任したイ・ヨンナム（ペ・ドゥナ）は、14歳の少女ソン・ドヒ（キム・セロン）が継父ヨンハから暴力を受けているのを目撃する。ドヒの母親はドヒを置いて家を飛び出しており、村唯一の若者であるヨンハの虐待に村の者は見て見ぬふりをしていた。
ドヒは暴力から自分を守ってくれるヨンナムに懐き、ヨンナムがドヒを自宅に引き取り面倒をみることとなるが、継父のヨンハはヨンナムのある秘密を目撃する。

## キャスト
- ペ・ドゥナ - イ・ヨンナム
- キム・セロン - ソン・ドヒ
- ソン・セビョク（朝鮮語版） - ソン・ヨンハ
- チャン・ヒジン
- イ・ジョンウン
- コンミョン
- ムン・ソングン

## 受賞とノミネート
| 賞                              | 部門                   | 対象           | 結果       |
| ------------------------------- | ---------------------- | -------------- | ---------- |
| 第51回百想芸術大賞              | 新人監督賞             | チョン・ジュリ | 受賞       |
| 第51回百想芸術大賞              | 作品賞                 | 『私の少女』   | ノミネート |
| 第51回百想芸術大賞              | 最優秀女優賞           | ペ・ドゥナ     | ノミネート |
| 第51回百想芸術大賞              | 最優秀女優賞           | キム・セロン   | ノミネート |
| 第51回百想芸術大賞              | 助演男優賞             | ソン・セビョク | ノミネート |
| 第54回青龍映画賞                | 新人女優賞             | キム・セロン   | 受賞       |
| 第23回釜日映画賞                | 新人監督賞             | チョン・ジュリ | 受賞       |
| 第23回釜日映画賞                | 主演女優賞             | ペ・ドゥナ     | ノミネート |
| 第23回釜日映画賞                | 助演男優賞             | ソン・セビョク | ノミネート |
| 第23回釜日映画賞                | 助演女優賞             | キム・セロン   | ノミネート |
| 第20回春史大賞映画祭            | 主演女優賞             | ペ・ドゥナ     | 受賞       |
| 第20回春史大賞映画祭            | 新人監督賞             | チョン・ジュリ | ノミネート |
| 第9回アジア・フィルム・アワード | 主演女優賞             | ペ・ドゥナ     | 受賞       |
| 第30回金鶏奨                    | 主演女優賞（国際部門） | ペ・ドゥナ     | 受賞       |
| 第25回ストックホルム国際映画祭  | 最優秀新人映画賞       | 『私の少女』   | 受賞       |